# Bolojovenos
Los bolojovenos (en rumano: Bolohoveni, en antiguo eslavo: Болоховци) fueron un grupo étnico del siglo XIII que habitó el territorio de los principados de Galicia y Kiev, en el territorio de conocido como la "tierra de Bólojov", centrada en la ciudad no identificada de Bólojov o Bólojovo. No hay certezas en lo relativo a su identidad étnica aunque investigadores rumanos, basados en su etnónimo, los identifican como rumanos (también conocidos como vlachs, valacos). La evidencia arqueológica y el códice de Hipacio (la principal fuente que habla de ellos) los retratan como un pueblo eslavo. Sus príncipes o kniaz, estaban en constante conflicto con Daniel de Galitzia. Tras el saqueo mongol de Kiev de 1240, los bolojovenos les suministraron tropas pero sus príncipes huyeron a Polonia. Los bolojovenos desaparecen de las crónicas tras su derrota ante Daniel en 1257.

## Etimología
Investigadores rumanos sugieren que el etnónimo bolojovenos puede haber derivado de voloch, el término eslavo oriental para designar a los rumanos o valacos. Si esta teoría es correcta, los bolojovenos eran rumanos que vivían en las regiones occidentales de la Rus de Kiev. Sin embargo, esta teoría se contradice con las pruebas arqueológicas, que indican que la cultura material bolojoviana se parecía a la de sus contemporáneos de las regiones occidentales de la Rus de Kiev. Además, está documentado que los príncipes bolojovenos tenían lazos familiares con boyardos del principado de Galitzia.
El etnónimo parece estar relacionado con el nombre de Bólojov, un asentamiento altomedieval que el códice de Hipacio -una fuente sobre la historia de la Rus de Kiev- menciona en torno a 1150. Según el historiador Victor Spinei, esta ciudad pudo ser la misma que Bórojov, registrada por la misma crónica en 1172. Otra posibilidad, según Spinei, es que Bólojovo sea la misma ciudad que Bolechow (actual Boléjiv, Ucrania), mencionada como «la ciudad llamada de los valacos» en una carta polaca de 1472.

## Geografía

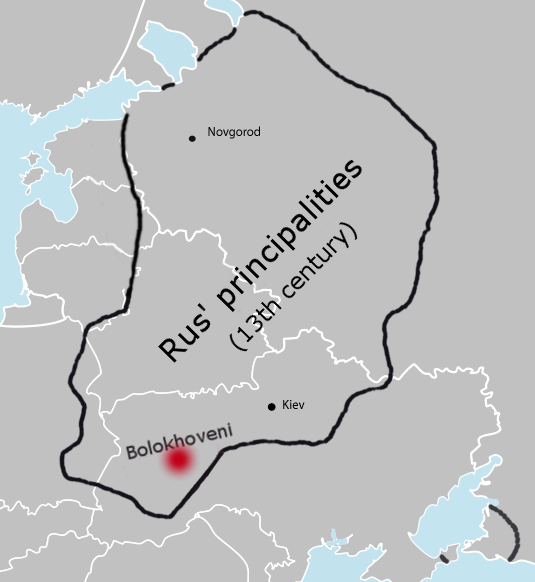
En contraste con Boldur, Martin Dimnik, la identifican como una pequeña región al norte del curso alto del río Bug.

El códice de Hipacio menciona una vez la Tierra de Bolojovia. Basándose en la crónica, los historiadores modernos afirman que esta tierra limitaba con los principados de Galitzia, Volinia y Kiev. Bozhskyy, junto con otras ciudades bolojovianas mencionadas en la crónica, estaban situadas a lo largo de los ríos Buzhok y Sluch. Según la Enciclopedia de Ucrania, los bolojovianos habitaban la región alrededor de las fuentes de los ríos Téteriv, Buh, Horyn y Sluch.
Por otro lado, el historiador Alexandru V. Boldur opina que la tierra de los bolojovenos estaba situada entre los ríos Dniéster y Dniéper. También afirma que los bolojovianos se encontraban al sureste de la actual ciudad de Ushytsia (rumano: Ușița).
Según la crónica de Nicetas Coniata, «los valacos, que habían oído rumores» de la huida de Andrónico Comneno (primo rebelde del emperador bizantino Manuel I), lo capturaron en 1164 en las fronteras de Galitzia.

## Historia
En 1019 los pechenegos y sus aliados los blakumen (en las sagas varegas) luchan como mercenarios en la batalla del río Alta, afluente del Dniéper, a favor de Sviatopolk I contra Yaroslav el Sabio. Para Victor Spinei son los valacos.
El códice de Hipacio se refiere por primera vez a los «príncipes bolojovenos» al documentar una guerra entre Daniel de Galitzia y los húngaros en 1231,mencionando que lucharon en alianza con los húngaros. Los príncipes bolojovianos apoyaron una rebelión contra Daniel y sitiaron una importante fortaleza, Kamianets-Podilski, en 1233 o 1235. Sin embargo, los príncipes fueron capturados y llevados a la corte de Daniel Romanóvich en Volodímir. Cuando Miguel, principado de Chernígov, e Iziaslav, príncipe de Nóvgorod-Seversk, solicitaron su liberación, se refirieron a los príncipes bolojovenos como sus «hermanos».
Después de que los mongoles destruyeran Kiev en 1240, los mongoles que se desplazaban hacia el oeste no atacaron la «tierra de los bolojovenos». Sin embargo, obligaron a los bolojovenos a abastecer a su ejército con cosechas.Al mismo tiempo, los príncipes bolojovenos huyeron al ducado de Mazovia (Polonia). Prometieron al duque Bolesław I de Mazovia que aceptarían su soberanía, pero el duque los capturó. Fueron liberados después de que el príncipe Daniel y su hermano, Vasilko Romanóvich, prometieran dar al duque Bolesław I un rescate.
La invasión mongola de la Rus de Kiev no puso fin a los conflictos entre los gobernantes locales. Los príncipes bolojovenos apoyaron a Rostislav Mijaílovich cuando éste sitió Bakota, una importante ciudad en manos de Daniel en 1241. En venganza por el ataque, Daniel Romanóvich invadió y saqueó la tierra bolojovena y destruyó sus ciudades fortificadas. Las investigaciones arqueológicas en Gubin y Kudin, dos ciudades supuestamente bolojovenas, muestran que las murallas de las ciudades fueron excavadas por el ejército de Daniel. Sin embargo, no se encontraron cadáveres ni rastros de fuego, lo que implica que Daniel se llevó a los habitantes de las ciudades a su propio principado. Su derrota por las tropas de Daniel en 1257 fue el último acontecimiento registrado de su historia.